# Sandkräuter
Die Sandkräuter (Arenaria) sind eine Pflanzengattung innerhalb der Familie der Nelkengewächse (Caryophyllaceae). Die 150 bis 300 Arten kommen hauptsächlich in den gemäßigten und kälteren Gebieten der Nordhalbkugel (Holarktis) vor.

## Beschreibung

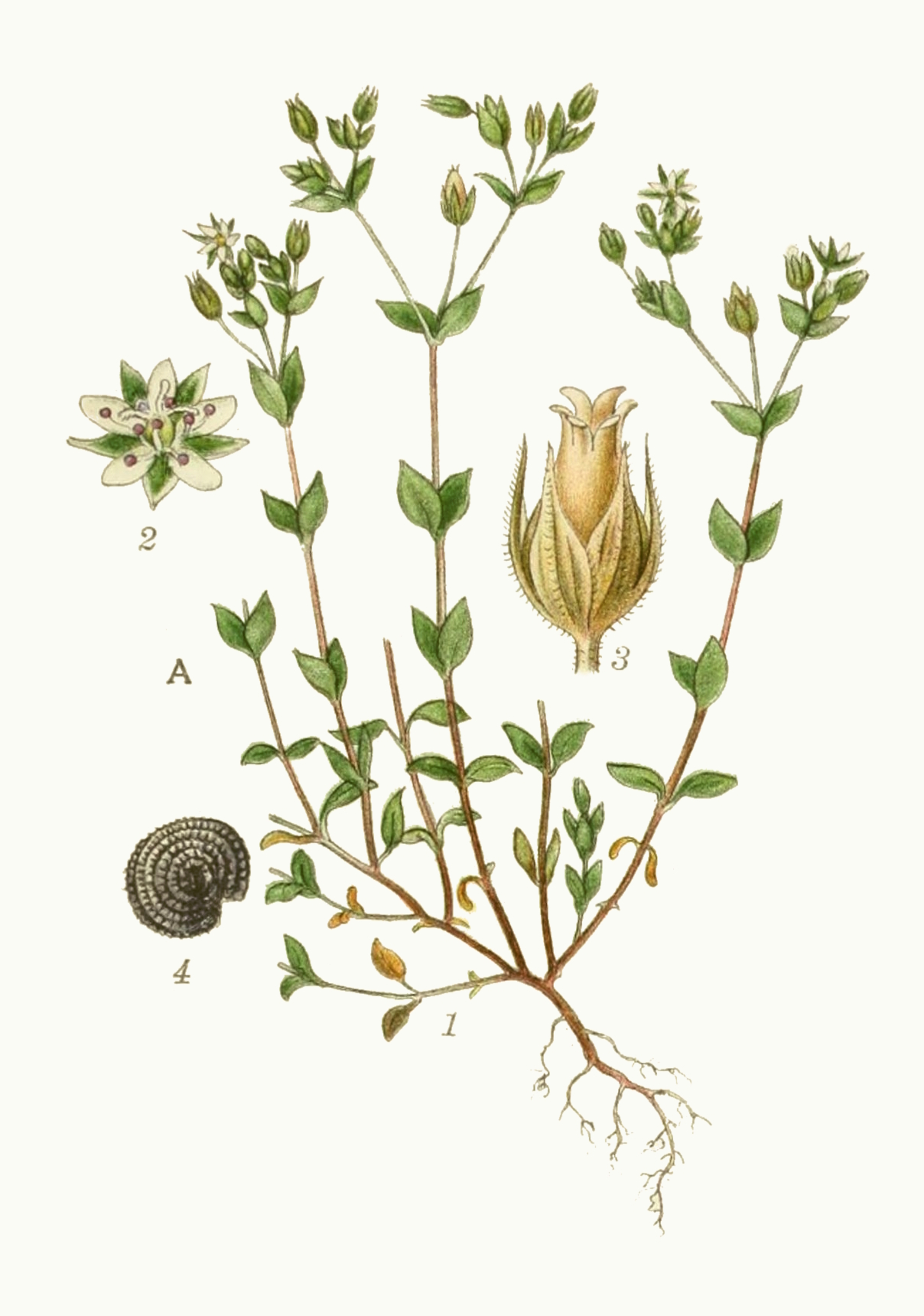
Illustration des Quendel-Sandkrauts (Arenaria serpyllifolia)

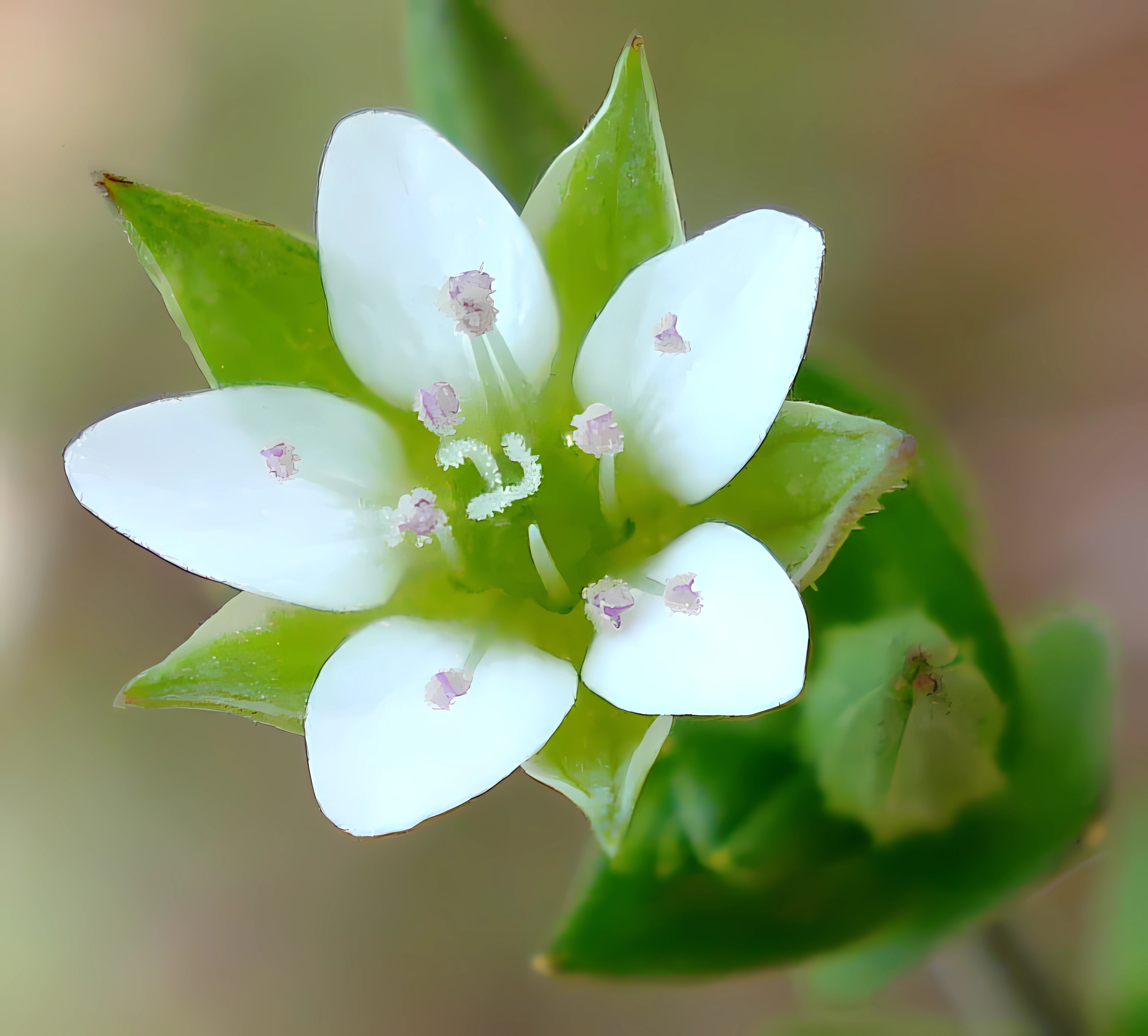
Blüte des Quendel-Sandkrauts (Arenaria serpyllifolia)

### Vegetative Merkmale
Es handelt sich um meist kleinere, oft auch polsterbildende, meist einjährige oder ausdauernde, selten zweijährige krautige Pflanzen, seltener auch Halbsträucher. Oft sind Rhizome vorhanden. Die gegenständigen Laubblätter sind ungeteilt und ganzrandig, ansonsten aber von sehr verschiedener Gestalt: lanzettlich bis rundlich. Die Blattspreite besitzt ein oder drei bis fünf Blattadern.

### Generative Merkmale
Die Blüten stehen einzeln oder zu wenigen in Blütenständen zusammen, diese weisen meist die Form von Dichasien oder Wickeln auf.
Die meist relativ kleinen, radiärsymmetrischen Blüten sind vier- oder fünfzählig mit doppelter Blütenhülle. Die meist fünf meist vollständig freien und meist grünen Kelchblätter sind 2 bis 5 mm lang. Im Gegensatz zu vielen anderen Vertretern der Unterfamilie Alsinoideae sind die fünf meist weißen Kronblätter vorne spitz oder abgerundet, jedoch nicht ausgerandet und nicht in zwei Teile geteilt. Bei manchen Arten fehlen Kronblätter. Es sind zwei Kreise mit je (selten vier bei Arenaria livermorensis oder weniger) meist fünf Staubblättern vorhanden. Die meist drei, selten fünf Fruchtblätter sind zu einem oberständigen Fruchtknoten verwachsen mit zahlreichen Samenanlagen. Es sind gleich viele 0,5 bis 2 Millimeter lange Griffel wie Fruchtblätter vorhanden.
Die Kapselfrüchte springen mit sechs (oder seltener zehn) kurzen Zähnen auf und enthalten selten nur einen, meist fünf bis 35 Samen. Die braunen bis dunkel braunen oder schwarzen, meist nieren- bis fast kreisförmigen Samen sind ungeflügelt oder schmal geflügelt.

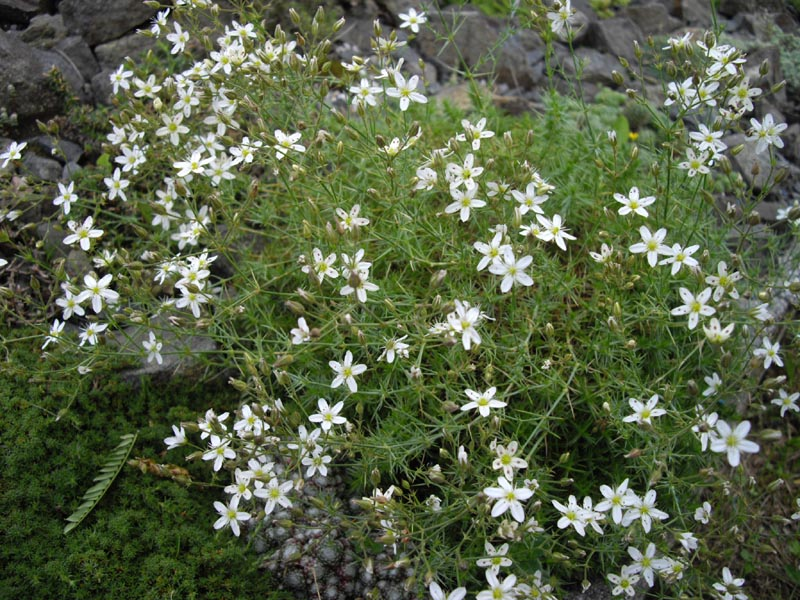
Arenaria acerosa

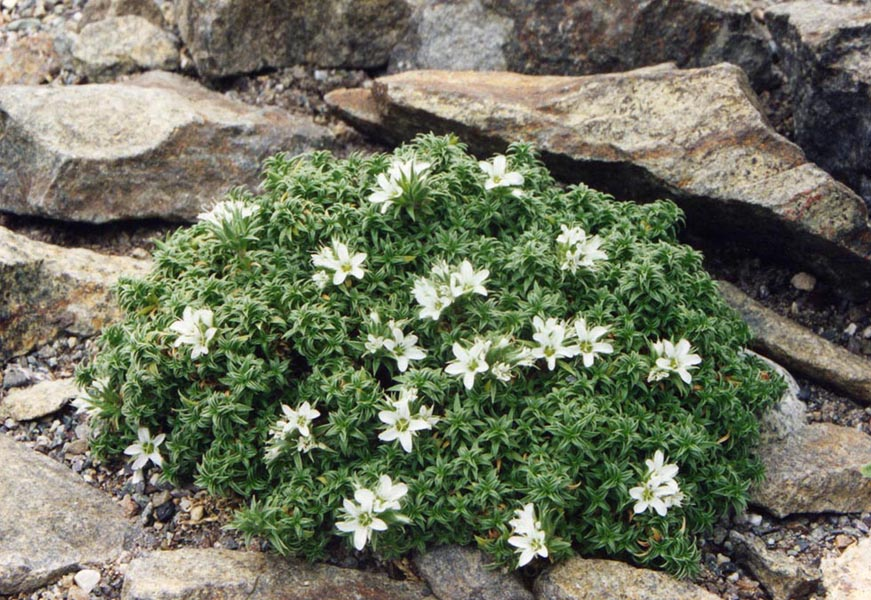
Arenaria aggregata

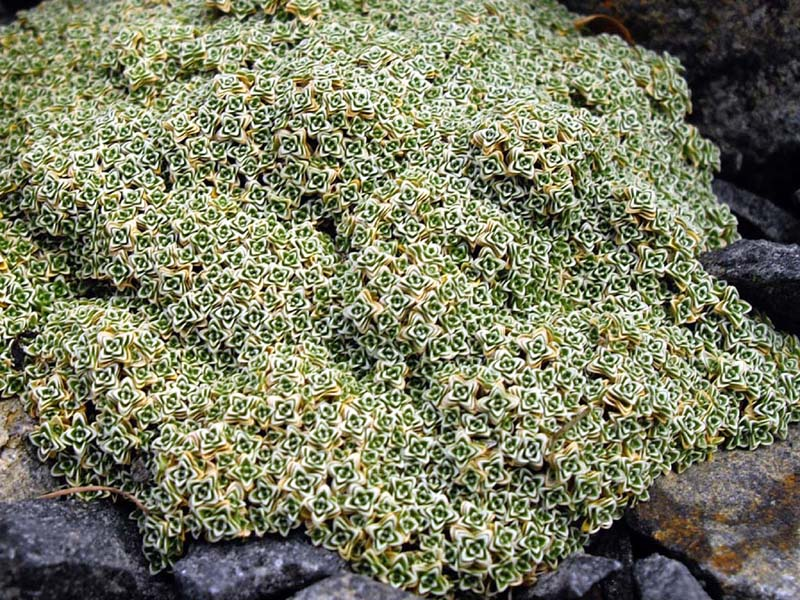
Arenaria alfacarensis

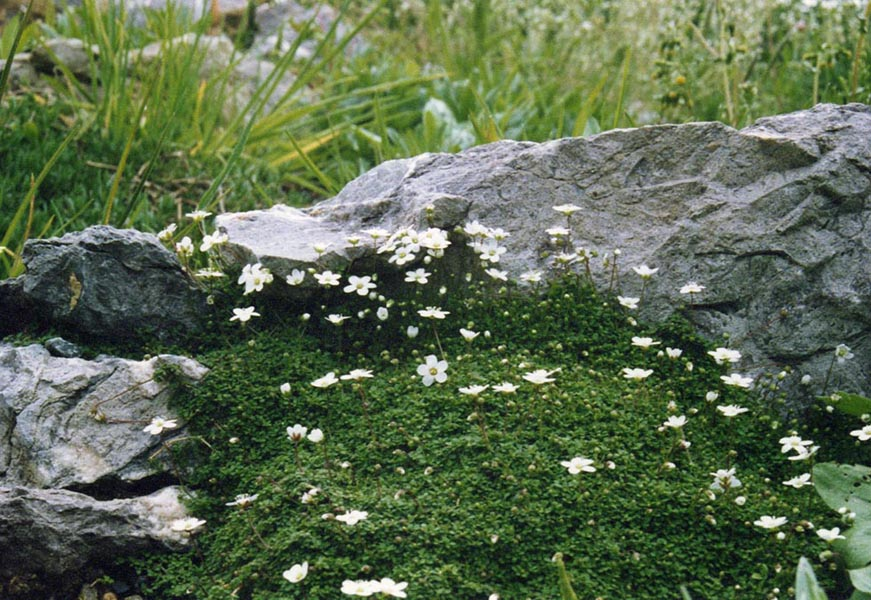
Balearisches Sandkraut (Arenaria balearica)

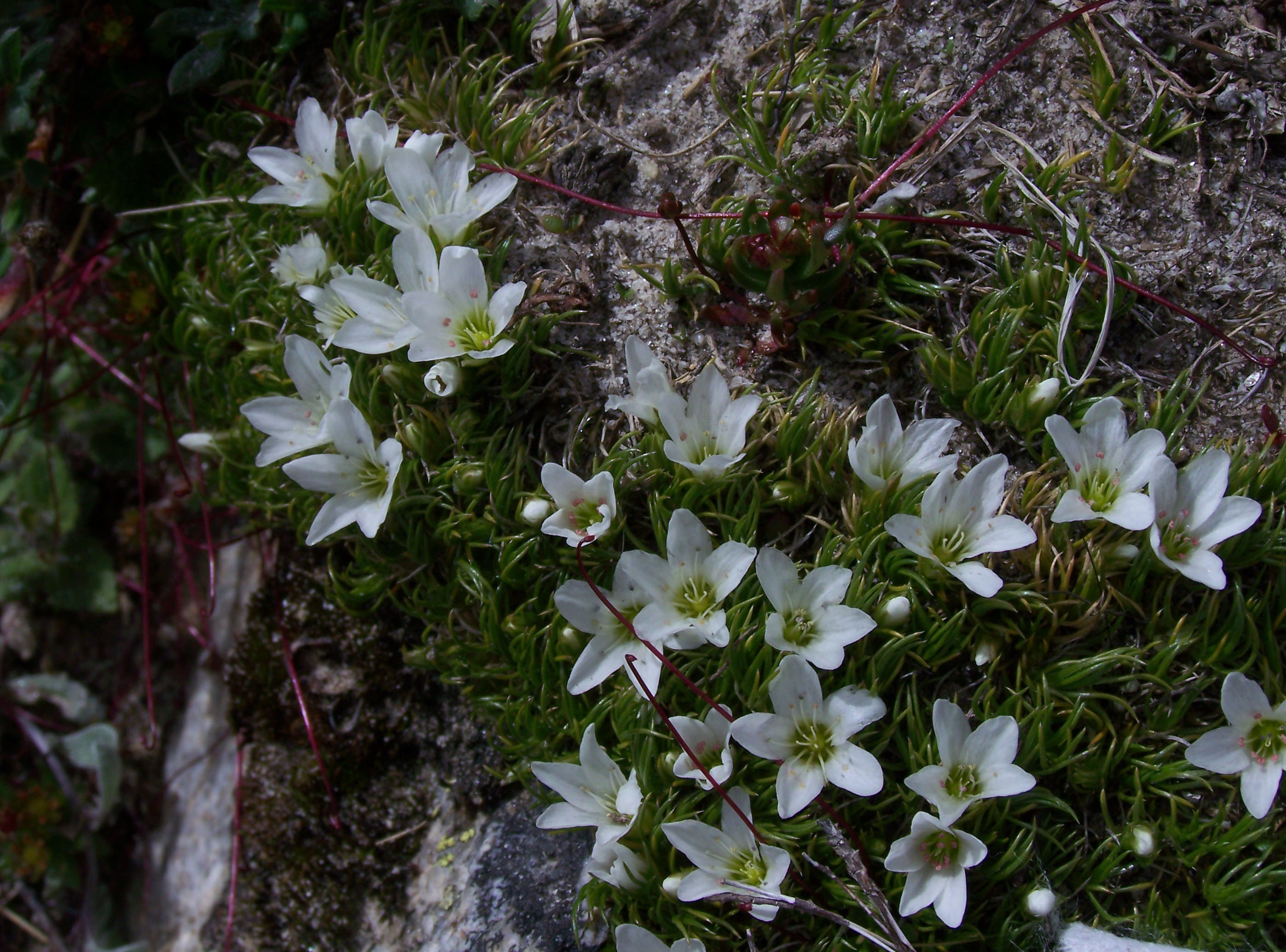
Arenaria bryophylla in Nepal in einer Höhenlage von 5200 Metern

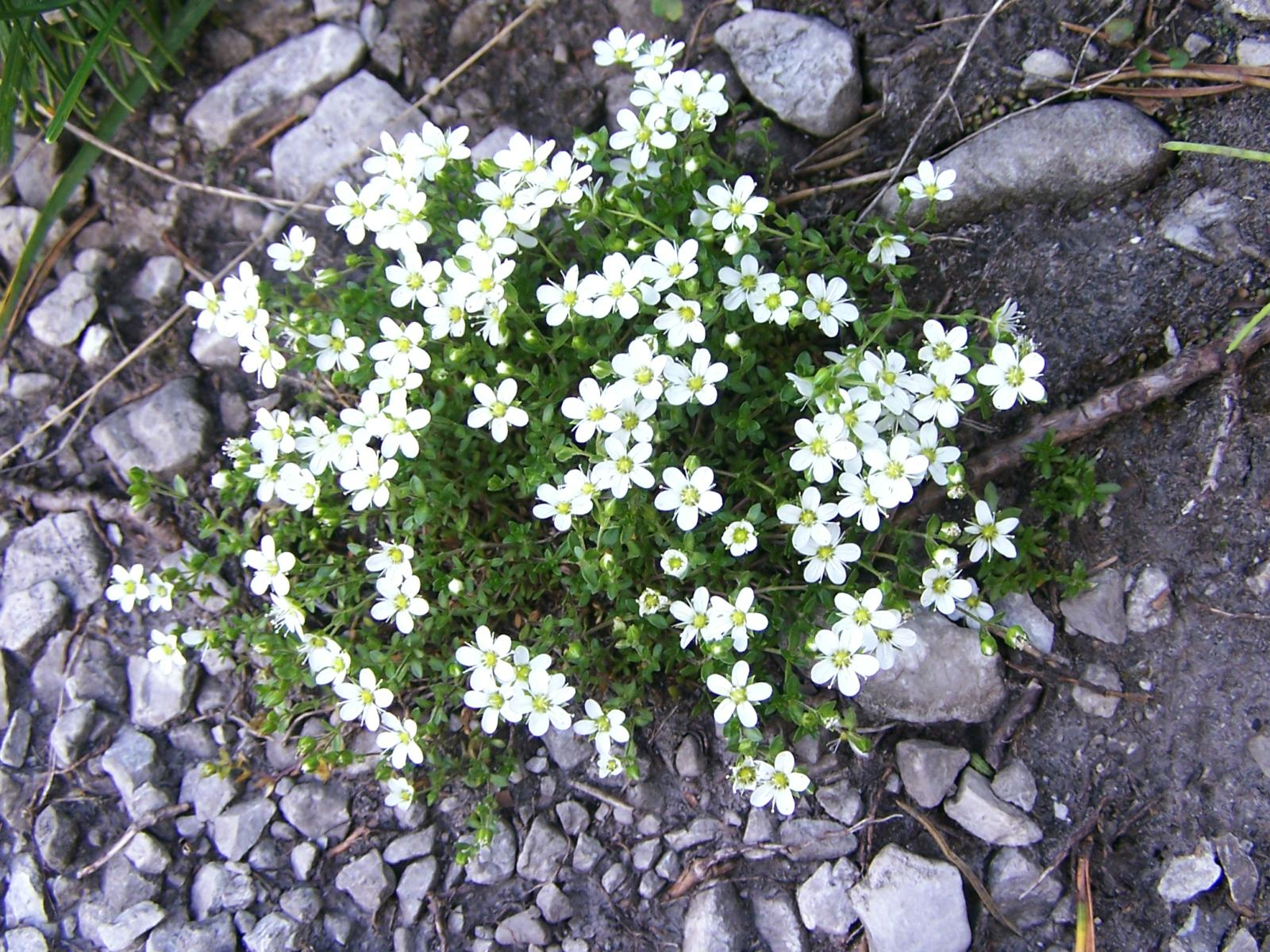
Wimper-Sandkraut (Arenaria ciliata)

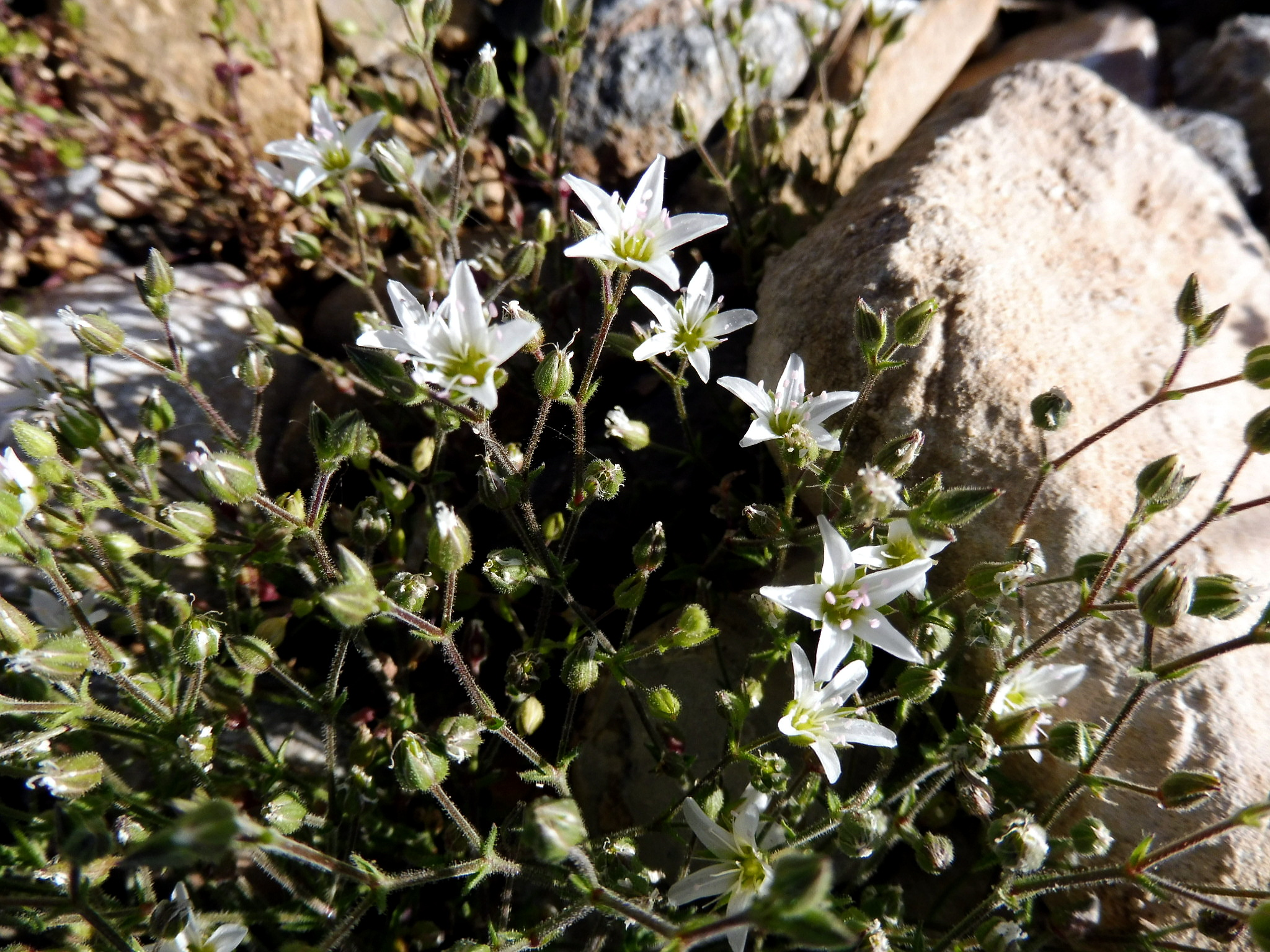
Arenaria conimbricensis

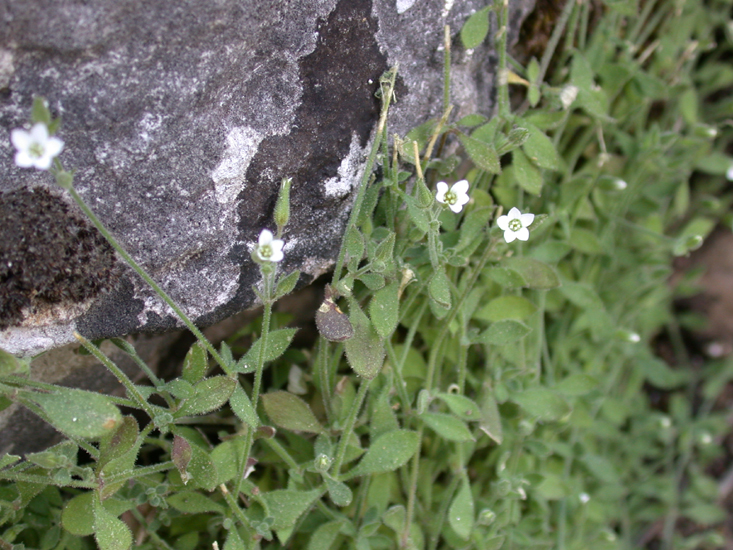
Arenaria deflexa

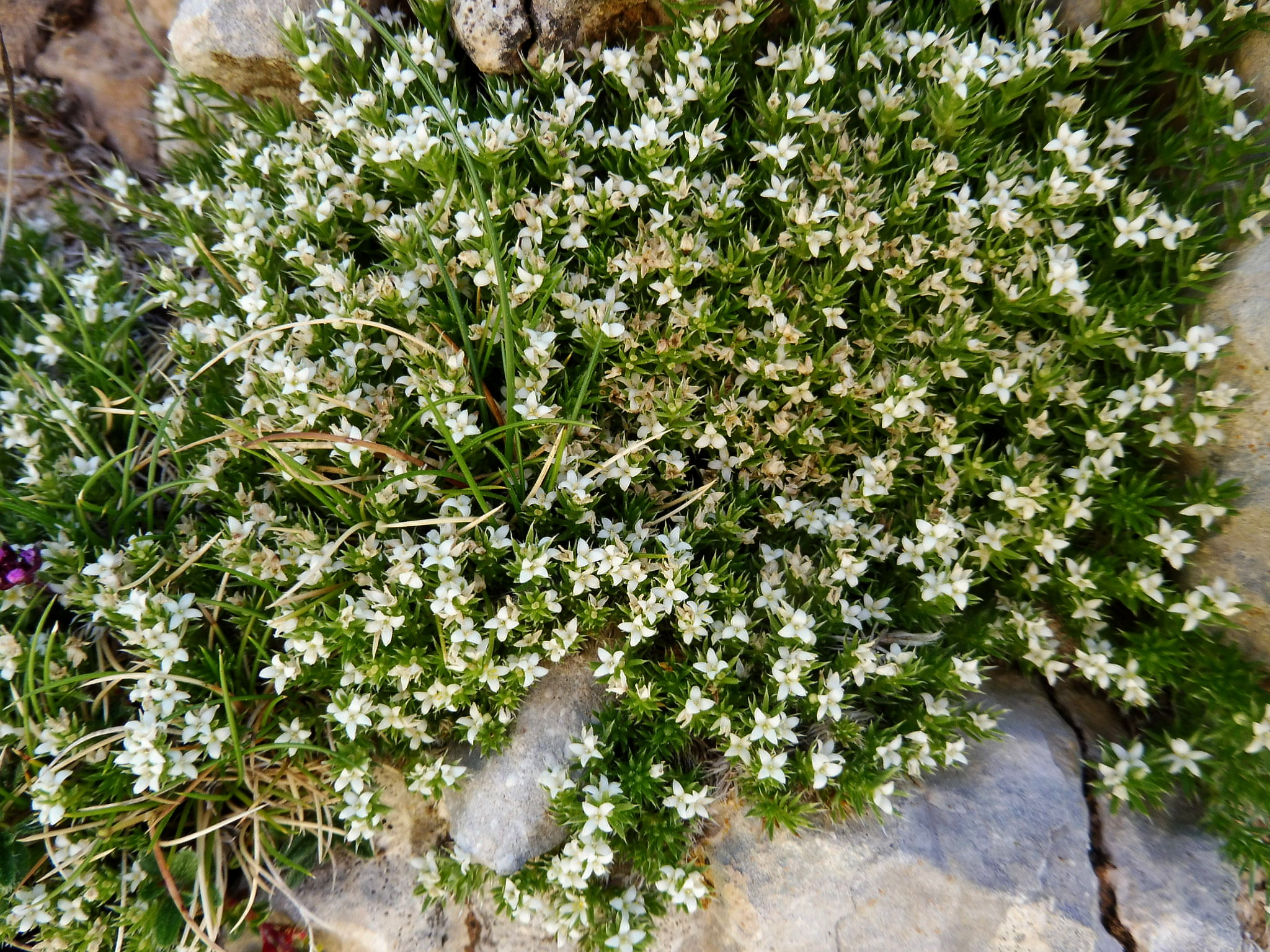
Arenaria erinacea

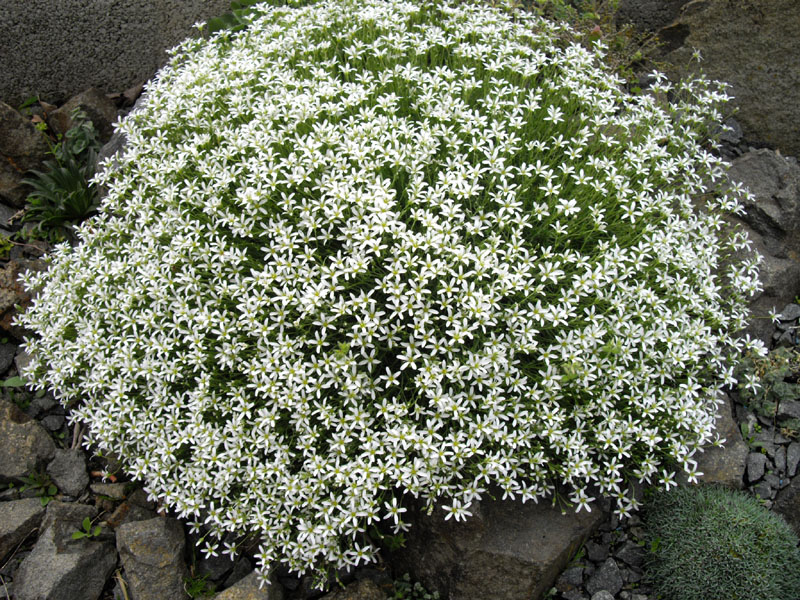
Großblütiges Sandkraut (Arenaria grandiflora)

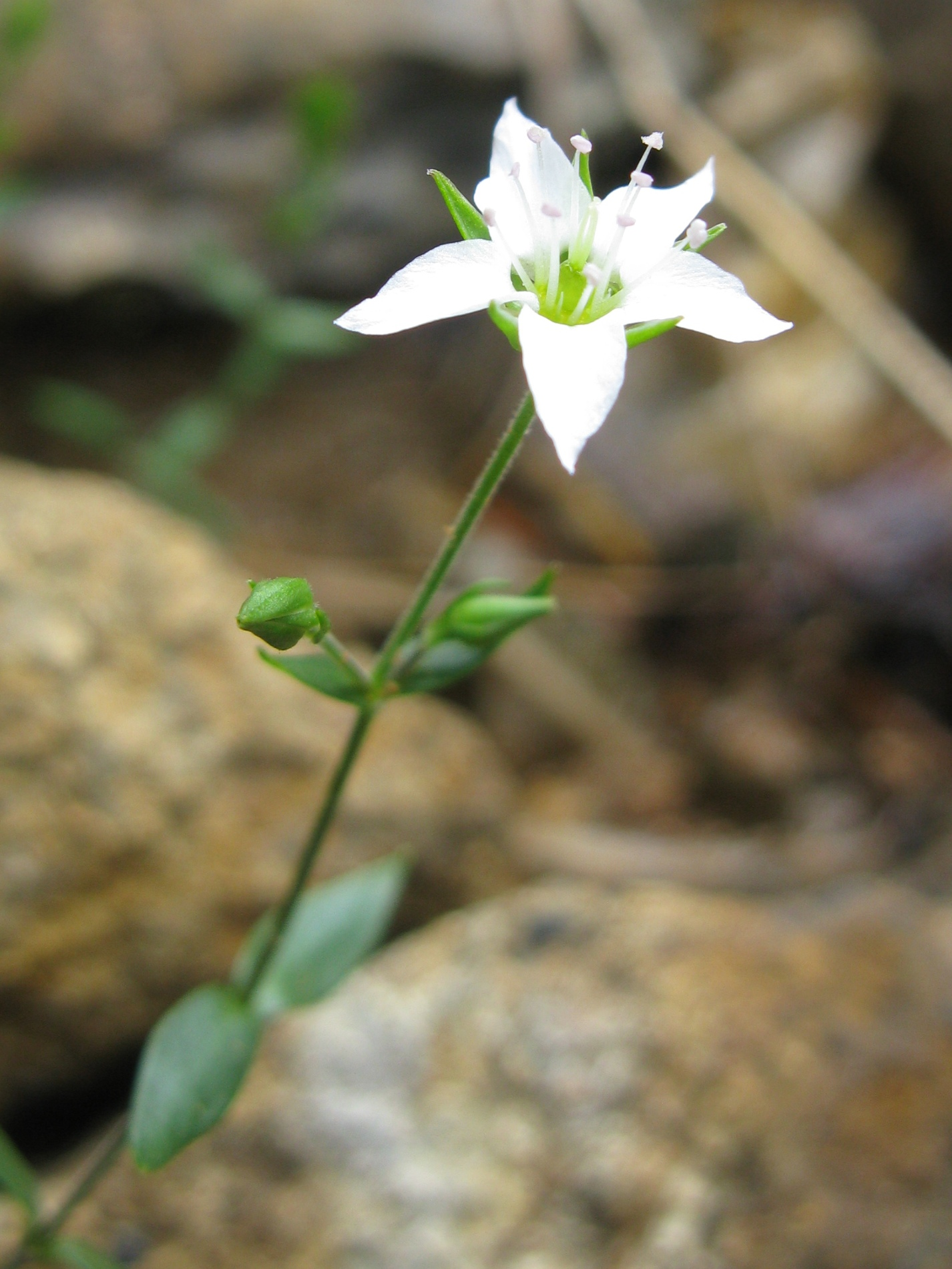
Arenaria katoana

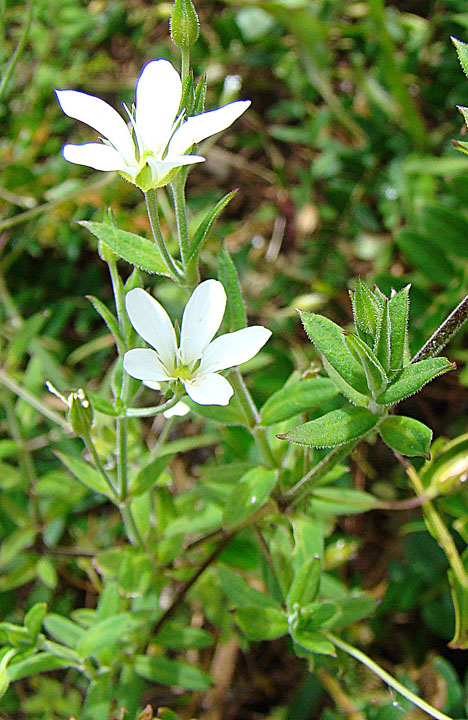
Arenaria lanuginosa

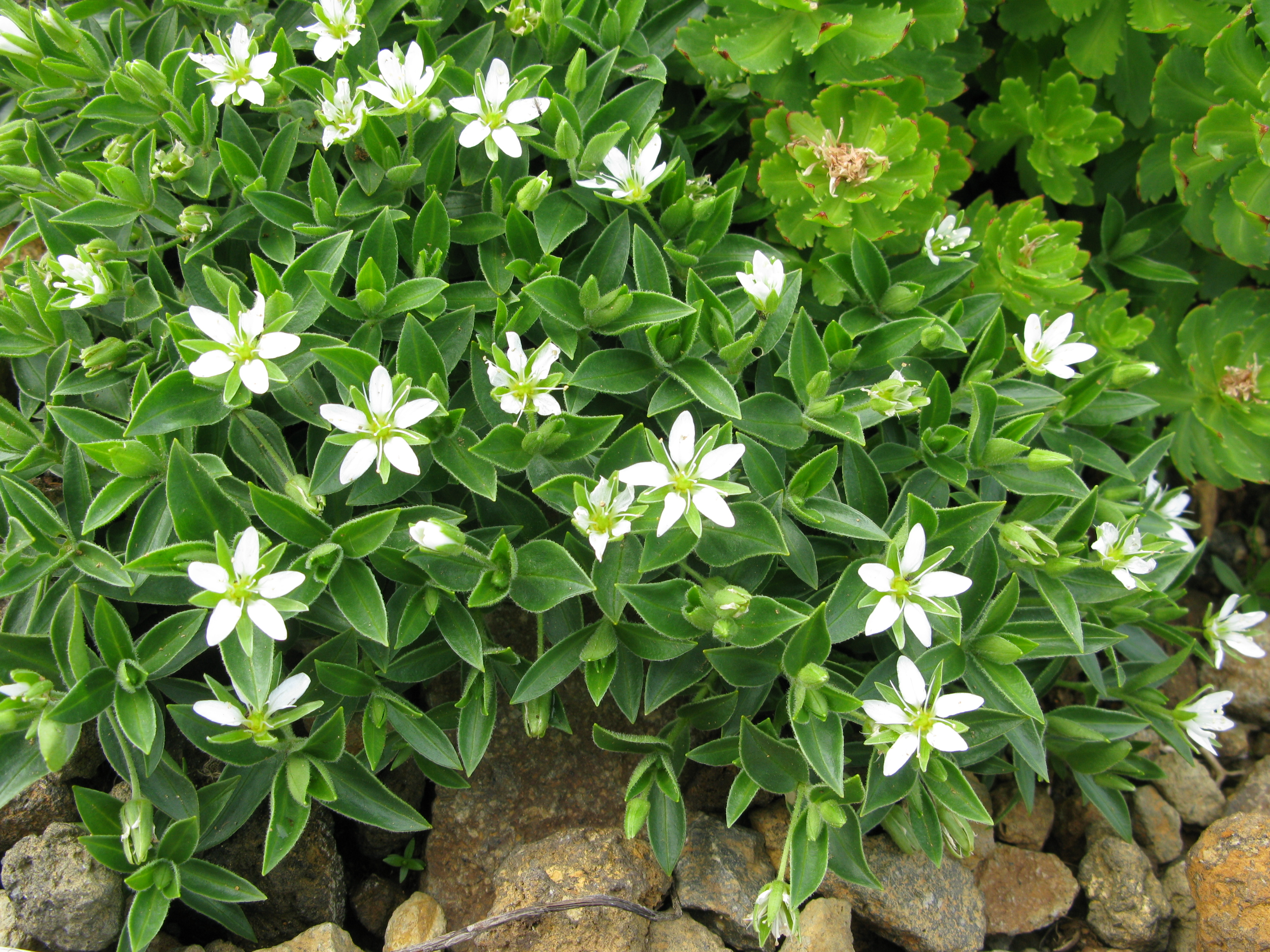
Arenaria merckioides

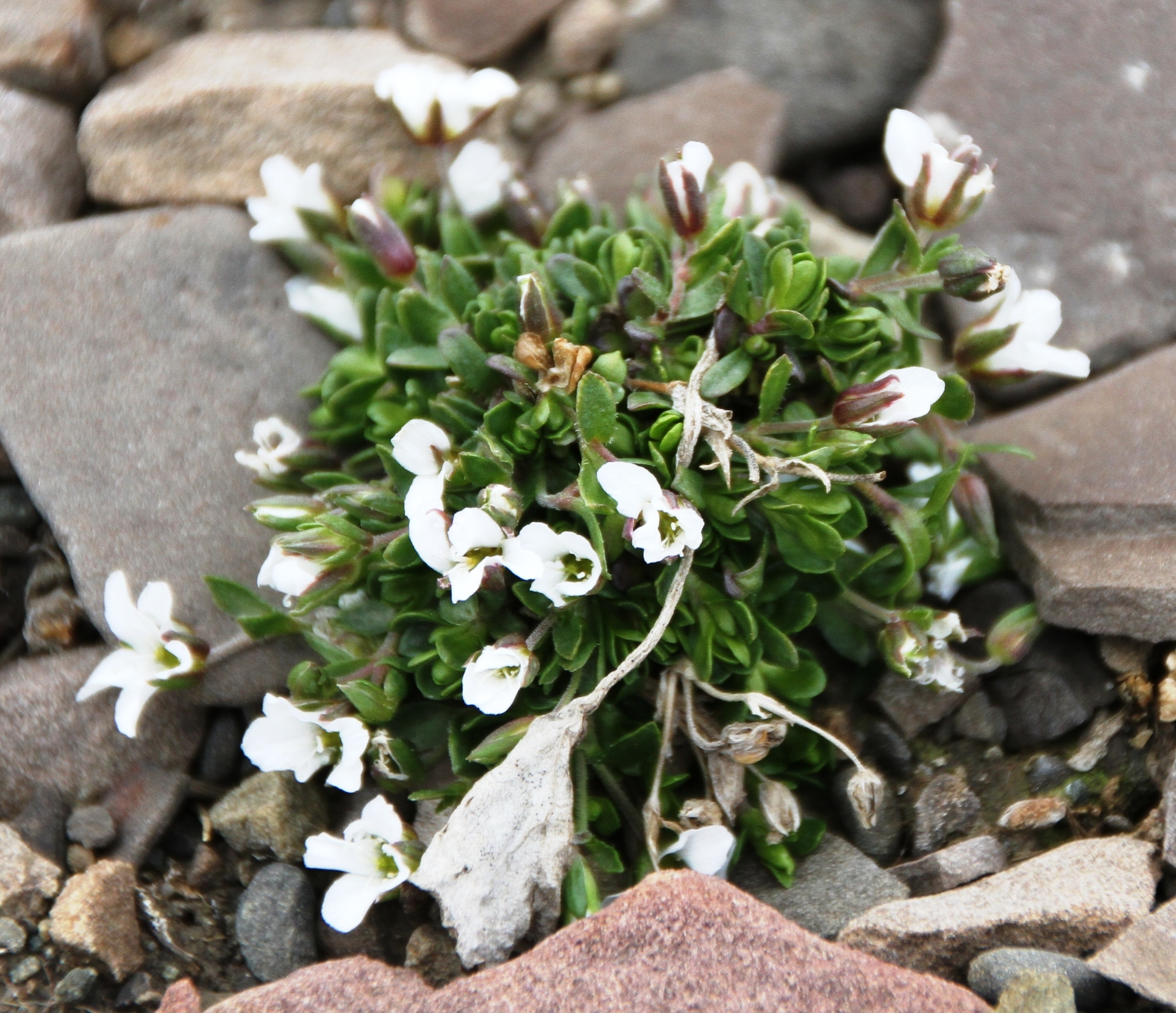
Arenaria pseudofrigida

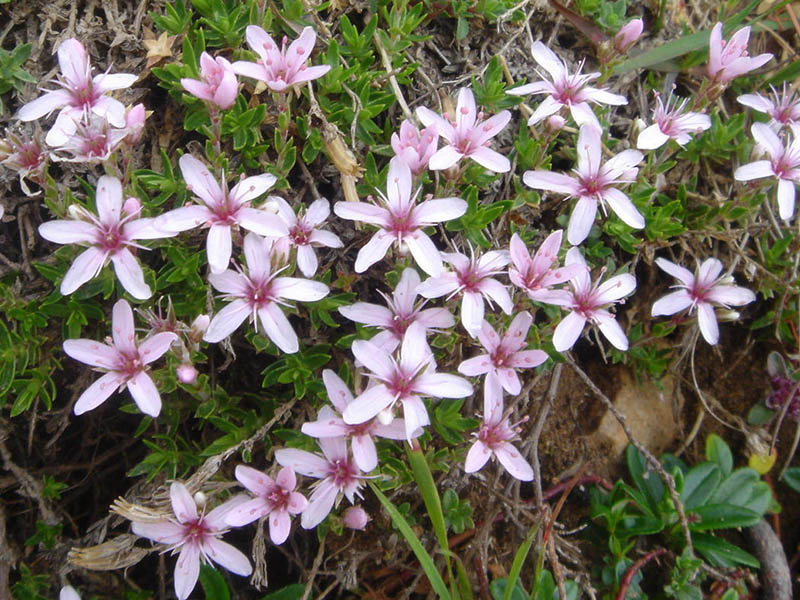
Arenaria purpurascens

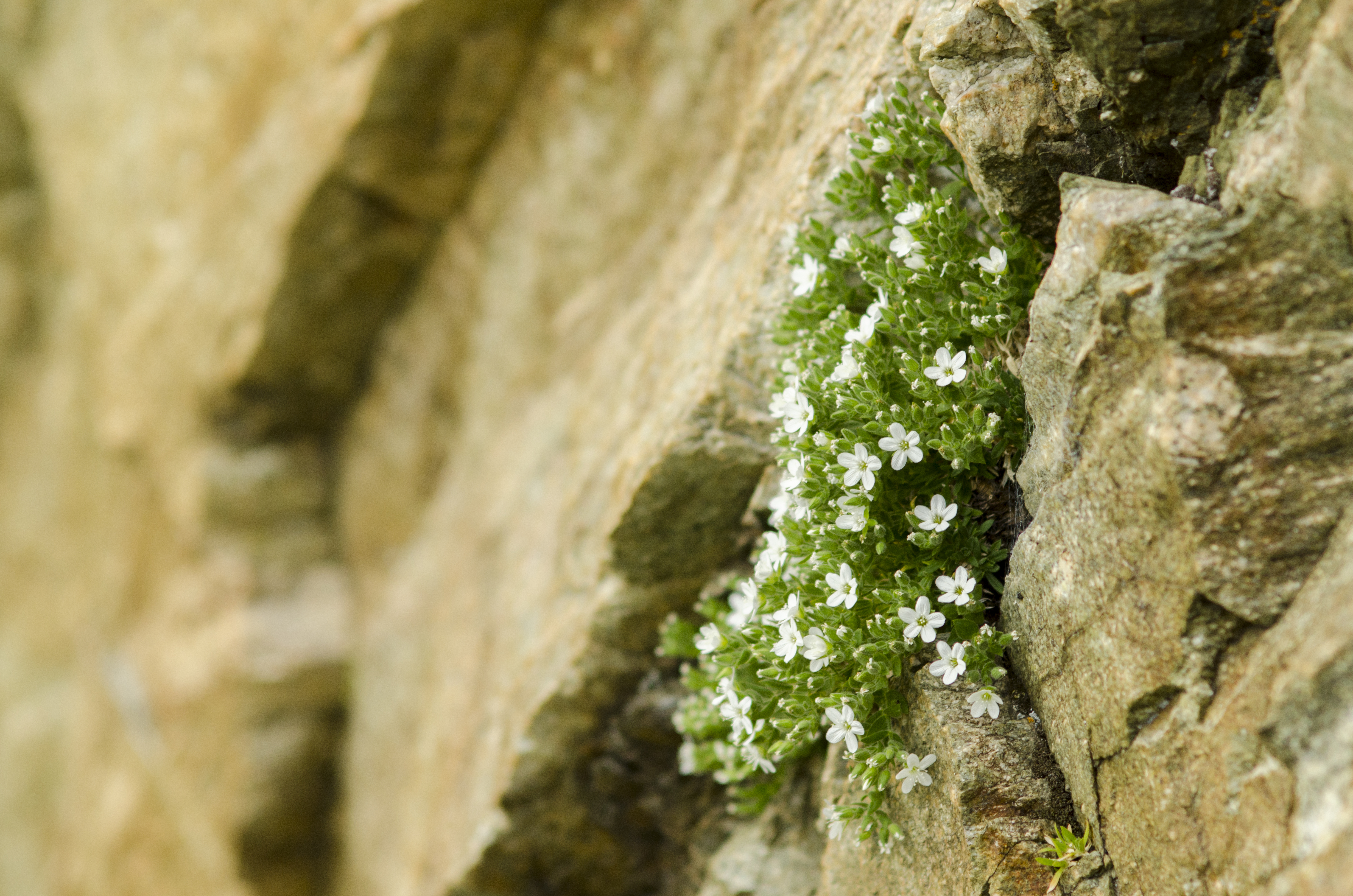
Arenaria rhodopaea

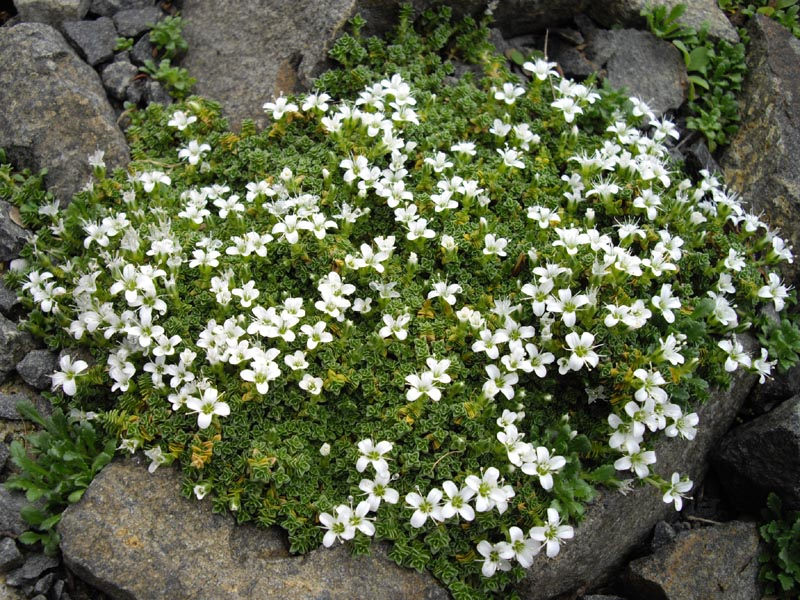
Arenaria tetraquetra

## Systematik und Verbreitung
Die Gattung Arenaria wurde durch Carl von Linné aufgestellt. Der botanische Gattungsname Arenaria leitet sich von arena für Sand ab und bezieht sich auf die Standorte einiger Arten. Synonyme für Arenaria L. sind: Brewerina A.Gray, Cernohorskya Á.Löve & D.Löve, Gooringia F.N.Williams, Gouffeia Robill. & Castagne ex Lam. & DC., Spergulastrum Michx., Willwebera Á.Löve & D.Löve.
Die Gattung Arenaria gehört zur Tribus Alsineae in der Unterfamilie Alsinoideae innerhalb der Familie Caryophyllaceae.
Nah verwandte Gattungen, die von manchen Autoren auch in die Arenaria s. l. eingegliedert werden, sind: Eremogone Fenzl (etwa 90 Arten), Mieren (Minuartia L. etwa 175 Arten) und Nabelmieren (Moehringia L. etwa 25 Arten); dann enthält Arenaria s. str. etwa 210 Arten. Dies wird kontrovers diskutiert.
Die 150 bis 300 Arten der Gattung Arenaria sind vor allem in den gemäßigten und kälteren Gebieten der Nordhalbkugel (Holarktis) verbreitet. In China kommen 102 Arten vor, 79 davon nur dort. In Nordamerika sind nur neun Arten heimisch. Einige Arten gibt es auch in den Anden bis nach Patagonien.
Die artenreiche Gattung Arenaria wird in zehn Untergattungen und diese oft in Sektionen und Serien gegliedert. Die Untergattung Odontostemma enthält mehr als die Hälfte der Arten.
Hier eine Auswahl der 150 bis 300 Arenaria-Arten:
- Arenaria acerosa Boiss.: Sie kommt nur in der Türkei vor.[3]
- Arenaria acutisepala F.N.Williams: Sie kommt nur in der Türkei vor.[3]
- Ägäisches Sandkraut (Arenaria aegaea Rech. f.): Es kommt in Griechenland, in der Ägäis und in der Türkei vor.[3]
- Gehäuftes Sandkraut  oder Geselliges Sandkraut (Arenaria aggregata (L.) Loisel.): Es kommt in Portugal, Spanien, Frankreich, Italien, in Algerien und in Marokko vor.[3]
- Arenaria alfacarensis Pamp.: Sie kommt nur in Spanien vor.[3]
- Algarve-Sandkraut (Arenaria algarbiensis Welw. ex Willk.): Es kommt nur in Portugal und Spanien vor.[3]
- Arenaria alpina Porter & J.M.Coult.
- Arenaria angustifolia McNeill: Sie kommt nur in der Türkei vor.[3]
- Arenaria angustifolioides Kit Tan & Sorger: Sie kommt nur in der Türkei vor.[3]
- Arenaria angustisepala McNeill: Sie kommt nur in der Türkei vor.[3]
- Arenaria antitaurica McNeill: Sie kommt nur in der Türkei vor.[3]
- Arenaria arcuatociliata G.López & Nieto Fel.: Sie kommt in Spanien vor.[3]
- Arenaria armeniaca Boiss.: Sie kommt nur in der Türkei vor.[3]
- Arenaria armerina Bory: Sie kommt nur in Spanien und Marokko vor.[3]
- Arenaria arundana Gallego: Sie kommt nur in Spanien vor.[3]
- Arenaria balansae Boiss.: Sie kommt nur in der Türkei vor.[3]
- Balearisches Sandkraut (Arenaria balearica L.): Es kommt nur auf den Balearen, in Italien, auf Sardinien und Korsika vor.[3]
- Arenaria benthamii Fenzl ex Torr. & A.Gray: Es kommt nur von den südlichen USA bis ins nördliche Mexiko vor.[2]
- Bertolonis Sandkraut (Arenaria bertolonii Fiori): Es kommt nur in Italien, Sardinien, Sizilien und Korsika vor.[3]
- Zweiblütiges Sandkraut (Arenaria biflora L.)
- Arenaria blepharophylla Boiss.: Sie kommt nur in der Türkei vor.[3]
- Arenaria bryophylla Fern.: Sie kommt im Himalaja vor; Sie steigt am Mount Everest in Höhenlagen von bis zu 6180 Meter und ist damit eine der am höchsten steigenden Blütenpflanzen.[4]
- Arenaria capillipes (Boiss.) Boiss.: Es ist ein bedrohter Endemit Südspaniens.[3]
- Arenaria cariensis Carlström: Sie kommt nur in der Türkei vor.[3]
- Arenaria cassia Boiss.: Sie kommt nur in Vorderasien vor.[3]
- Arenaria cavanillesiana (Font Quer & Rivas Goday) Nieto Fel.: Sie kommt nur in Spanien vor.[3]
- Arenaria cephalotes M.Bieb.
- Arenaria cerastioides Poir.: Sie kommt nur in Spanien, Algerien, Tunesien und Marokko vor.[3]
- (Eigentliches) Wimper-Sandkraut (Arenaria ciliata L.): Es ist in Europa weit verbreitet.[1]
- Graues Sandkraut (Arenaria cinerea DC.): Es kommt nur in Frankreich vor.[3]
- Arenaria conferta Boiss.: Sie kommt nur in Albanien, Griechenland und im früheren Jugoslawien vor.[3]
- Arenaria conimbricensis Brot.: Sie kommt nur in Portugal und Spanien vor.[3]
- Arenaria controversa Boiss.: Sie kommt nur in Frankreich vor.[3]
- Arenaria cretica Spreng.: Sie kommt nur auf der Balkanhalbinsel, in Griechenland und Kreta vor.[3]
- Arenaria cucubaloides Sm.: Sie kommt nur in der Türkei und in Armenien vor.[3]
- Arenaria davisii McNeill: Sie kommt nur in der Türkei vor.[3]
- Arenaria deflexa Decne.: Sie kommt nur in Griechenland, der Ägäis und in Vorderasien vor.[3]
- Arenaria delaguardiae G.López & Nieto Fel.: Sie kommt nur in Spanien vor.[3]
- Arenaria dianthoides Sm.: Sie kommt in Vorderasien vor.[3]
- Arenaria drypidea Boiss.: Sie kommt nur in der Türkei vor.[3]
- Arenaria dyris Humbert: Sie kommt nur in Marokko vor.[3]
- Arenaria eliasiana Kit Tan & Sorger: Sie kommt nur in der Türkei vor.[3]
- Arenaria emarginata Brot.: Sie kommt nur in Portugal, Spanien, Algerien, Tunesien und Marokko vor.[3]
- Arenaria erinacea Boiss.: Sie kommt nur in Spanien vor.[3]
- Arenaria favargeri (Nieto Fel.) G.López & Nieto Fel.: Sie kommt in Spanien vor.[3]
- Arenaria filicaulis Fenzl: Sie kommt auf der Balkanhalbinsel, in Bulgarien, in der Ägäis, in Kreta und in der Türkei vor.[3]
- Arenaria fontqueri Cardona & J.M.Monts.-Marti: Sie kommt in Spanien vor.[3]
- Arenaria fragillima Rech. f.: Sie kommt in Griechenland, Kreta, Zypern und im Gebiet von Libanon und Syrien vor.[3]
- Arenaria gionae Gustavsson: Sie kommt in Griechenland vor.[3]
- Arenaria gothica Fr.: Es kommt nur im südlichen Schweden und in der westlichen Schweiz vor.[1]
- Arenaria gracilis Waldst. & Kit.: Sie kommt in Kroatien und in Albanien vor.[3]
- Arenaria graminea C.A.Mey.
- Großblütiges Sandkraut (Arenaria grandiflora L.): Es kommt in der Schweiz, in Österreich, Tschechien, Italien, Frankreich und Spanien vor.[1]
- Arenaria graveolens Schreb.: Sie kommt in Griechenland, in der Ägäis und in der Türkei vor.[3]
- Arenaria guicciardii Boiss.: Sie kommt in Griechenland, in der Ägäis und in Kreta vor.[3]
- Arenaria gypsophiloides L. (Syn.: Eremogone gypsophiloides (L.) Fenzl): Sie kommt in Bulgarien, in der Türkei, im Irak, Iran, in Armenien und in Aserbaidschan vor.[1]
- Arenaria halacsyi Bald.: Sie kommt im früheren Jugoslawien vor.[3]
- Arenaria hispanica Spreng.: Sie kommt in Marokko und in Spanien vor.[3]
- Arenaria hispida L.: Sie kommt in Frankreich vor.[3]
- Arenaria holostea M.Bieb.
- Kleines Sandkraut (Arenaria humifusa Wahlenb.): Sie kommt in Schweden, Norwegen, Nordrussland, Spitzbergen, Grönland und in Kanada vor.[3][2]
- Huter-Sandkraut (Arenaria huteri A.Kerner): Sie kommt in Italien vor.[3]
- Arenaria imbricata Lag.
- Arenaria isaurica Boiss.: Sie kommt in der Türkei vor.[3]
- Arenaria kotschyana Fenzl: Sie kommt in der Türkei vor.[3]
- Arenaria lanuginosa (Michx.) Rohrb.: Sie kommt in den südlichen Vereinigten Staaten, im südlichen Mexiko, in Guatemala, Honduras, Costa Rica, Panama, Kolumbien, Ecuador, Bolivien, Venezuela, Peru und Argentinien vor.[1][2]
- Arenaria ledebouriana Fenzl: Sie kommt in der Türkei vor.[3]
- Dünnstängeliges Sandkraut oder Zartes Sandkraut (Arenaria leptoclados (Rchb.) Guss.)
- Arenaria leucadia Phitos & Strid: Sie kommt in Griechenland vor.[3]
- Arenaria libanotica Boiss.: Sie kommt im Gebiet von Libanon und Syrien vor.[3]
- Arenaria ligericina Lecoq & Lamotte: Sie kommt in Spanien, in Andorra und in Frankreich vor.[3]
- Arenaria livermorensis Correll: Dieser Endemit ist nur von den Davis Mountains in der Trans-Pecos-Region im westlichen Texas bekannt und gedeiht in Höhenlagen von 2100 bis 2500 Metern.[2]
- Arenaria longifolia M.Bieb.
- Arenaria longipedunculata Hultén: Sie kommt im nördlichen Nordamerika und in Asien vor.[2]
- Arenaria ludens Shinners: Sie kommt nur in Texas und im nördlichen mexikanischen Bundesstaat Coahuila vor.[2]
- Arenaria luschanii McNeill: Sie kommt in der Türkei und in der Ägäis vor.[3]
- Arenaria lychnidea M.Bieb.
- Arenaria macrosepala Boiss.: Sie kommt in der Türkei vor.[3]
- Arenaria mairei Emb.: Sie kommt in Marokko vor.[3]
- Alpen-Sandkraut oder Salis-Marschlins-Sandkraut (Arenaria marschlinsii (A.Kern.) W.D.J.Koch): Sie kommt in Spanien, Frankreich, Italien, in der Schweiz, in Deutschland, Österreich und Slowenien vor.[3]
- Arenaria modesta Dufour: Sie kommt in Marokko, Spanien, Frankreich und Korsika vor.[3]
- Arenaria moehringioides Murr: Sie kommt in Spanien, Frankreich, Italien, in der Schweiz, in Deutschland und in Österreich vor.[3]
- Arenaria mons-cragus Kit Tan & Sorger: Sie kommt in der Türkei vor.[3]
- Berg-Sandkraut (Arenaria montana L.): Es kommt in Marokko, Portugal, Spanien und Frankreich vor.[3]
- Vielstängeliges Wimper-Sandkraut oder Vielstängeliges Sandkraut (Arenaria multicaulis L.)
- Arenaria muralis (Link) Spreng.: Sie kommt in Griechenland, auf Kreta und in cer Ägäis vor.[3]
- Arenaria nevadensis Boiss. & Reut.: Sie kommt in Spanien vor.[3]
- Arenaria norvegica Gunnerus: Sie kommt in Island, Großbritannien, Norwegen, Schweden und Finnland vor.[1]
- Arenaria obtusiflora Kunze: Sie kommt in Spanien vor.[3]
- Arenaria olloixii Jahand. & al.: Sie kommt in Marokko vor.[3]
- Arenaria orbicularis Vis.: Sie kommt in Kroatien vor.[3]
- Arenaria oscensis (Pau) P.Monts.: Sie kommt in Spanien vor.[3]
- Arenaria paludicola B.L.Rob.: Sie kommt von Kalifornien über das zentrale Mexiko bis Guatemala vor.[2]
- Arenaria pamphylica Boiss. & Heldr.: Sie kommt in der Türkei, im Gebiet von Libanon und Syrien und in Zypern vor.[3]
- Arenaria patula Martrin-Donos
- Arenaria peloponnesiaca Rech. f.: Sie kommt in Griechenland vor.[3]
- Arenaria phitosiana Greuter & Burdet: Sie kommt in Griechenland vor.[3]
- Arenaria pocutica Pawlł.
- Arenaria pomelii Munby: Sie kommt in Marokko, Algerien und in Spanien vor.[3]
- Arenaria procera Spreng. (Syn.: Arenaria biebersteinii Schlecht.): Mit den Unterarten:
  - Grasblättriges Sandkraut (Arenaria procera Spreng. subsp. procera, Syn.: Arenaria procera subsp. glabra (F.N.Williams) J.Holub, Arenaria graminifolia Schrad., Arenaria micradenia P.A.Smirn.): Sie kommt in Mitteleuropa, in Ost- und Südosteuropa und in Sibirien vor.[1]
  - Arenaria procera subsp. pubescens (Fenzl) Jalas (Syn.: Arenaria pineticola Klokov): Sie kommt im europäischen Russland und in der Ukraine vor.[1]
- Arenaria pseudacantholimon Bornm.: Sie kommt in der Türkei vor.[3]
- Arenaria pseudofrigida (Ostenf. & O.C.Dahl) Schischk. & Knorring
- Arenaria pungens Lag.: Sie kommt in Marokko und in Spanien vor.[3]
- Purpur-Sandkraut (Arenaria purpurascens DC.): Es kommt in Spanien und in Frankreich vor.[3]
- Arenaria querioides Willk.: Sie kommt in Portugal und in Spanien vor.[3]
- Arenaria racemosa Willk.: Sie kommt in Spanien vor.[3]
- Arenaria retusa Boiss.: Sie kommt in Spanien vor.[3]
- Arenaria rhodia Boiss.: Sie kommt in der Türkei, in Zypern und in der Ägäis vor.[3]
- Arenaria rhodopaea Delip.: Sie kommt in Bulgarien vor.[3]
- Arenaria rigida M.Bieb.
- Arenaria rotundifolia M.Bieb.: Sie kommt in Rumänien, Bulgarien, auf der Balkanhalbinsel, in der Türkei, in Armenien und in Aserbaidschan vor.[3]
- Arenaria runemarkii Phitos: Sie kommt in der Ägäis vor.[3]
- Arenaria sabulinea Fenzl: Sie kommt in der Türkei vor.[3]
- Arenaria saponarioides Boiss. & Balansa: Sie kommt in Kreta, Zypern und in der Türkei vor.[3]
- Arenaria scariosa Boiss.: Sie kommt in der Türkei vor.[3]
- Quendel-Sandkraut (Arenaria serpyllifolia L.)
- Arenaria sipylea Boiss.: Sie kommt in der Türkei vor.[3]
- Arenaria sivasica Kit Tan & Sorger: Sie kommt in der Türkei vor.[3]
- Arenaria speluncarum McNeill: Sie kommt in der Türkei vor.[3]
- Arenaria steveniana Boiss.
- Arenaria szovitsii Boiss.
- Arenaria tenella Kit.: Sie kommt in der Slowakei vor.[3]
- Arenaria tetraquetra L.: Sie kommt in den Pyrenäen (Spanien und Frankreich) vor.[5]
- Arenaria tmolea Boiss.: Sie kommt in der Türkei vor.[3]
- Arenaria tomentosa Willk.: Sie kommt in Spanien vor.[3]
- Arenaria tremula Boiss.: Sie kommt in der Türkei, im Gebiet von Syrien und Libanon und im Gebiet von Israel und Jordanien vor.[3]
- Arenaria uninervia McNeill: Sie kommt in der Türkei vor.[3]
- Arenaria valentina Boiss.: Sie kommt in Spanien vor.[3]
- Arenaria vitoriana Uribe-Ech. & Alejandre: Sie kommt in Spanien vor.[3]